# Liste des conseillers d'État du canton du Valais
Cette page présente la liste des conseillers d'État du canton du Valais depuis 1848, selon la liste des présidents du conseil publiée sur le site du gouvernement,.
| # | Nom                                       | Début de mandat | Fin de mandat | Parti            |
| - | ----------------------------------------- | --------------- | ------------- | ---------------- |
|   | Janvier de Riedmatten (1763-1846)         | 1840            | 184?          |                  |
|   | Joseph Theodul Burgener (1782-1852)       | 1840            | 1843          |                  |
|   | François Delacoste (1782-1851)            | 1840            | 1843          |                  |
|   | Franz Kaspar Zen Ruffinen (1803-1861)     | 1840            | 1843          |                  |
|   | Maurice Barman (1808-1878)                | 1840            | 1843          |                  |
|   | Charles-Louis de Rivaz (1796-1878)        | 184?            | 1843          |                  |
|   | François de Kalbermatten (17??-18??)      | 1843            | 184?          |                  |
|   | Joseph-Samuel Gross (1781-1868)           | 1843            | 1847          |                  |
|   | Xavier de Cocatrix (1789-1862)            | 1843            | 1843          |                  |
|   | Ignaz Zen Ruffinen (1809-1890)            | 1843            | 1847          |                  |
|   | Joseph Anton Clemenz (1810-1872)          | 1843            | 1847          |                  |
|   | Pierre Torrent (1792-1853)                | 1843            | 1844          |                  |
|   | Wilhelm von Kalbermatten (1793-1875)      | 1844            | 1847          |                  |
|   | Maurice Claivaz (1798-1883)               | 1848            | 1853          | radical          |
|   | François-Joseph Rey (1803-1853)           | 1848            | 1853          | libéral          |
|   | Franz Kaspar Zen Ruffinen (1803-1861)     | 1848            | 1855          | libéral          |
|   | Maurice Barman (1808-1878)                | 1848            | 1850          | radical          |
|   | Klemens Wellig (1811-1859)                | 1848            | 1850          | libéral          |
|   | Hippolyte Pignat (1813-1885)              | 1848            | 1853          | radical          |
|   | Alexandre de Torrenté (1815-1888)         | 1848            | 1853          | radical          |
|   | Leopold de Sepibus (1815-1885)            | 1850            | 1871          | conservateur     |
|   | Maurice-Antoine Cretton (1819-1871)       | 1850            | 1853          | radical          |
|   | Joseph Rion (1804-1891)                   | 1853            | 1857          | radical          |
|   | Maurice Barman (1808-1878)                | 1853            | 1857          | radical          |
|   | Charles-Louis de Bons (1809-1879)         | 1853            | 1871          | libéral          |
|   | Alexis Allet (1820-1888)                  | 1855            | 1870          | conservateur     |
|   | Antoine Luder (1804-1873)                 | 1857            | 1863          | conservateur     |
|   | Antoine de Riedmatten (1811-1897)         | 1857            | 1871          | conservateur     |
|   | Antoine Ribordy (1826-1888)               | 1863            | 1871          | conservateur     |
|   | Ignaz Zen Ruffinen (1809-1890)            | 1871            | 1876          | conservateur     |
|   | Joseph Anton Clemenz (1810-1872)          | 1871            | 1872          | conservateur     |
|   | Charles de Rivaz (1822-1883)              | 1871            | 1881          | conservateur     |
|   | Joseph Chappex (1827-1911)                | 1871            | 1893          | libéral          |
|   | Henri Bioley (1841-1913)                  | 1871            | 1883          | conservateur     |
|   | Alphons Walther (1836-1898)               | 1872            | 1893          | conservateur     |
|   | Leo Luzian von Roten (1824-1898)          | 1876            | 1897          | conservateur     |
|   | Henri de Torrenté (1945-1922)             | 1881            | 1905          | conservateur     |
|   | Maurice Macognin de la Pierre (1832-1907) | 1883            | 1897          | conservateur     |
|   | Jean-Marie de Chastonay (1845-1906)       | 1893            | 1897          | conservateur     |
|   | Jules Ducrey (1846-1905)                  | 1893            | 1905          | radical          |
|   | Johann Baptist Graven (1839-1907)         | 1897            | 1901          | conservateur     |
|   | Jules Zen-Ruffinen (1847-1926)            | 1897            | 1905          | conservateur     |
|   | Achille Chappaz (1854-1902)               | 1897            | 1902          | conservateur     |
|   | Charles de Preux (1858-1922)              | 1901            | 1906          | conservateur     |
|   | Laurent Rey (1866-1955)                   | 1902            | 1904          | conservateur     |
|   | Henri Bioley (1841-1913)                  | 1904            | 1913          | conservateur     |
|   | Joseph Kuntschen (1849-1928)              | 1905            | 1928          | conservateur/PDC |
|   | Arthur Couchepin (1869-1941)              | 1905            | 1916          | radical          |
|   | Joseph Burgener (1872-1964)               | 1905            | 1925          | conservateur/PDC |
|   | Raphael von Werra (1852-1910)             | 1906            | 1910          | conservateur     |
|   | Hermann Seiler (1876-1961)                | 1910            | 1920          | conservateur     |
|   | Maurice Troillet (1880-1961)              | 1913            | 1953          | conservateur/PDC |
|   | Edmond Delacoste (1854-1927)              | 1916            | 1927          | radical/PRD      |
|   | Joseph de Chastonay (1880-1937)           | 1920            | 1925          | conservateur/PDC |
|   | Paul de Cocatrix (1868-1937)              | 1925            | 1937          | PDC              |
|   | Oskar Walpen (1883-1931)                  | 1925            | 1931          | PDC              |
|   | Raymond Loretan (1885-1963)               | 1927            | 1937          | PDC              |
|   | Cyrille Pitteloud (1889-1971)             | 1928            | 1953          | PDC              |
|   | Joseph Escher (1885-1954)                 | 1931            | 1937          | PDC              |
|   | Albano Fama (1865-1945)                   | 1937            | 1945          | PRD              |
|   | Karl Anthamatten (1897-1957)              | 1937            | 1957          | PDC              |
|   | Oscar de Chastonay (1897-1965)            | 1937            | 1942          | PDC              |
|   | Jean Coquoz (1890-1948)                   | 1942            | 1948          | PDC              |
|   | Marcel Gard (1892-1979)                   | 1945            | 1965          | PRD              |
|   | Oskar Schnyder (1896-1974)                | 1948            | 1965          | PDC              |
|   | Marius Lampert (1902-1991)                | 1953            | 1969          | PDC              |
|   | Marcel Gross (1903-2000)                  | 1953            | 1969          | PDC              |
|   | Ernst von Roten (1914-1999)               | 1958            | 1973          | PDC              |
|   | Wolfgang Loretan (1914-2011)              | 1965            | 1977          | PDC              |
|   | Arthur Bender (1919-2002)                 | 1965            | 1979          | PRD              |
|   | Antoine Zufferey (1928-1990)              | 1969            | 1981          | PDC              |
|   | Guy Genoud (1930-1987)                    | 1969            | 1985          | PDC              |
|   | Franz Steiner (1924-2010)                 | 1973            | 1985          | PDC              |
|   | Hans Wyer (1927-2012)                     | 1977            | 1993          | PDC              |
|   | Bernard Comby (1939)                      | 1979            | 1992          | PRD              |
|   | Bernard Bornet (1936-2025)                | 1981            | 1997          | PDC              |
|   | Raymond Deferr (1933)                     | 1985            | 1997          | PDC              |
|   | Richard Gertschen (1936-2004)             | 1985            | 1997          | PDC              |
|   | Serge Sierro (1949)                       | 1992            | 2001          | PRD              |
|   | Wilhelm Schnyder (1943)                   | 1993            | 2005          | PDC              |
|   | Jean-Jacques Rey-Bellet (1950)            | 1997            | 2009          | PDC              |
|   | Peter Bodenmann (1952)                    | 1997            | 1999          | PS               |
|   | Jean-René Fournier (1957)                 | 1997            | 2009          | PDC              |
|   | Thomas Burgener (1954)                    | 1999            | 2009          | PS               |
|   | Claude Roch (1945)                        | 2001            | 2013          | PRD              |
|   | Jean-Michel Cina (1963)                   | 2005            | 2017          | PDC              |
|   | Jacques Melly (1951)                      | 2009            | 2021          | PDC              |
|   | Esther Waeber-Kalbermatten (1952)         | 2009            | 2021          | PS               |
|   | Maurice Tornay (1953)                     | 2009            | 2017          | PDC              |
|   | Oskar Freysinger (1960)                   | 2013            | 2017          | UDC              |
|   | Frédéric Favre (1979)                     | 2017            | 2025          | PLR              |
|   | Christophe Darbellay (1971)               | 2017            |               | PDC              |
|   | Roberto Schmidt (1962)                    | 2017            | 2025          | PDC              |
|   | Franz Ruppen (1971)                       | 2021            |               | UDC              |
|   | Mathias Reynard (1987)                    | 2021            |               | PS               |
|   | Franziska Biner (1986)                    | 2025            |               | LC               |
|   | Stéphane Ganzer (1975)                    | 2025            |               | PLR              |